# スーパージャンボ
株式会社スーパージャンボは、愛知県名古屋市中川区昭和橋通にある軽自動車販売店（自動車ディーラー）である。キャッチフレーズは「日本最大級の軽自動車天国」。

## 概要
軽自動車の未使用車（新古車。詳細は後述）と中古車を販売している。また、軽自動車の車検・整備・修理・買取も行っている。ちなみに、「未使用車」や「軽四」という表現はCMで使われることが多い。

## 沿革
- 1962年（昭和37年）7月 - 創業[3]。同月24日に会社設立。
- 1963年（昭和38年） - 中川店が開店する[4]。
- 1994年（平成6年）12月9日 - 株式会社となる[5]。
- 2013年（平成25年）
  - 11月22日 - キムラユニティーで株主総会が開かれ、スーパージャンボの株式取得（子会社化）が決議される[5]。
  - 12月9日 - キムラユニティーの子会社となる[6]。
- 2014年（平成26年） 4月26日 - 「オートプラザラビット」内に稲沢店が開店する[注 2][7][8][9]。
- 2015年（平成27年） 
  - 12月11日 - カーセブンディベロプメントとフランチャイズ契約を締結する[10][11]。
  - 12月19日 - 中川店の向かい（※国道1号（昭和橋通）をはさんだ向かい側）に「カーセブン国道1号中川店」を開店する[10][11]。
- 2017年（平成29年）11月25日 - 「オートプラザラビット」内に豊田上郷店が開店する[12][13][14]。
- 2018年（平成30年）2月10日 - 「オートプラザラビット」内に刈谷店が開店する[14][15]。
- 2020年（令和2年） 
  - 3月30日 - 豊田上郷店が閉店する（※「オートプラザラビット」の営業は継続）[16]。
  - 6月 - 「カーセブン国道1号中川店」がスーパージャンボ中川店内に移転する[注 3][17]。

## 未使用車
工場で生産し、ナンバー登録をしただけの車（※運輸支局で初度登録され、使用又は運行に供されていない車両のこと）を未使用車（新古車）と呼ぶ。

## CM出演者
※2010年時点の出演者を記載した。
- 中条友莉[19][20]
- クリス・グレン[19]

## その他
- CM（テレビ・ラジオ）は中京広域圏（東海3県）で長らく放送されているが、2000年前後にテレビCMを放映したときは「すぐ乗って帰れる」ことを売りにしていたことがあった。